# Distoleon bistrigatus
Distoleon bistrigatus är en insektsart som först beskrevs av Jules Pièrre Rambur 1842. 
Distoleon bistrigatus ingår i släktet Distoleon och familjen myrlejonsländor. Inga underarter finns listade i Catalogue of Life.